# Sola (canción de Mónica Naranjo)
«Sola» es una canción interpretada por la cantautora española Mónica Naranjo producida por Cristóbal Sansano e incluida en el álbum debut homónimo de estudio de la cantante, Mónica Naranjo (1994). Fue lanzada como el primer sencillo comercial en 1994.

## Créditos
- Voz principal - Mónica Naranjo.
- Escritor - Cristóbal Sansano.
- Compositor - Mónica Naranjo, Cristóbal Sansano.
- Productor - Cristóbal Sansano.

## Formatos
| Promo CD (SAMP 2269) 1. "Sola" — 4:08 Promo CD (SAMP 2878 2) 1. "Solo se vive una vez" — 4:11 2. "Sola" — 4:08 3. "Fuego de pasión" — 3:49 Promo CD (2-000132) 1. "El amor coloca" — 4:01 2. "Sola" — 4:08 | Promo CD (PRCD 96243) 1. "Sola" — 4:08 Remixes Maxi-CD (CD MIX 479919) 1. "Sola" — 4:08 2. "Sola" [Beat Mix] — 7:34 Vinilo (658630) - Cara A: 1. "Sola" — 4:08 2. "Óyeme" — 4:58 |

- Datos: Q6131358